# Josep Miquel i Clapés
Josep Miquel i Clapés (Sabadell, 1859 - 19 de desembre de 1931) fou un militant anarquista i teixidor d'ofici, conegut com l'avi Miquel.

## Biografia
Va participar en la fundació de la Primera Internacional a Catalunya. Defensor de la causa obrera, conegué l'exili i la presó i rebé pallisses de militars i policies. A Sabadell va organitzar la Vaga de les Set Setmanes de 1882 i el juny de 1896, arran de l'atemptat del carrer dels Canvis Nous de Barcelona, va ser detingut, processat i empresonat al castell de Montjuïc. En contacte amb Francesc Ferrer i Guàrdia, va ser delegat de Solidaritat Obrera al congrés de la CGT de Marsella, celebrat el 1908, i va tenir una participació destacada en els conflictes de la Setmana Tràgica de 1909 i en els Fets de l'Obrera de 1917 a Sabadell, la vaga general revolucionària en què els treballadors, militants anarcosindicalistes, s'enfrontaren a la guàrdia civil i a les tropes enviades des de Barcelona. Va ser novament detingut i, a conseqüència de les pallisses rebudes, va quedar paraplègic i mai més no es pogué moure del llit.
El 30 de maig de 1979 Sabadell li dedicà un carrer al barri de la Creu de Barberà.
L'11 de març de 2020, al barri de la Creu Alta, es va inaugurar una placa pintada amb el seu nom que havia estat rehabilitada,. Es tracta de la placa del que s'anomenava oficialment carrer de Josep Miquel durant la Guerra Civil, (6 de gener del 1937 a l’1 de maig del 1939), ara carrer Sant Miquel. Aquesta placa forma part de la Xarxa d’Espais de Memòria del Memorial Democràtic.